# تام کانلی
تام کانلی (به انگلیسی: Thomas Terry "Tom" Connally) سناتور سابق عضو حزب دموکرات ایالات متحده آمریکا بود. وی در سال ۱۹۲۹ تا ۱۹۵۳ میلادی سناتور ایالت تگزاس در سنای ایالات متحده آمریکا بود.